# Josenii Bârgăului (gmina)
Josenii Bârgăului – gmina w Rumunii, w okręgu Bistrița-Năsăud. Obejmuje miejscowości Josenii Bârgăului, Mijlocenii Bârgăului, Rusu Bârgăului i Strâmba. W 2011 roku liczyła 4541 mieszkańców.